# Szalagos szagosgereben
A szalagos szagosgereben (Phellodon melaleucus) a Bankeraceae családba tartozó, Európában és Észak-Amerikában honos, fenyvesekben élő, nem ehető gombafaj. 

## Megjelenése
A szalagos szagosgereben kalapja 2-8 cm széles, alakja lapos vagy közepe kissé bemélyedő. Színe barnásfekete, fekete, széle fehéres. Felülete fiatalon nemezes, idősen lecsupaszodik és kissé zónázott. Az idős példányok széle gyakran szabálytalan, hullámos, lebenyes. A szomszédos termőtestek gyakran összenőnek. 
Húsa kemény, parafaszerű, szürkésbarna vagy vörösbarna. Szaga idősen kissé fűszeres, leveskockaszerű; íze kesernyés. 
Termőrétege lefutó, tüskés. A tüskék eleinte fehéresszürkék, nem kékes árnyalatúak; idősen megbarnulnak.
Tönkje vékony, fekete, felülete sima vagy hosszanti szálas. Néha több, egymás melletti tönk összenő. 
Spórapora fehér. Spórája ellipszoid vagy majdnem kerekded, tüskés, inamiloid, mérete 3,5-4,5 x 3-4 μm. 

### Hasonló fajok
A fekete szagosgereben és a dudoros szagosgereben hasonlít hozzá.  

## Elterjedése és termőhelye
Európában és Észak-Amerikában honos. Magyarországon ritka,
Savanyú talajú fenyvesekben, vegyes erdőkben él. Augusztustól októberig terem.  

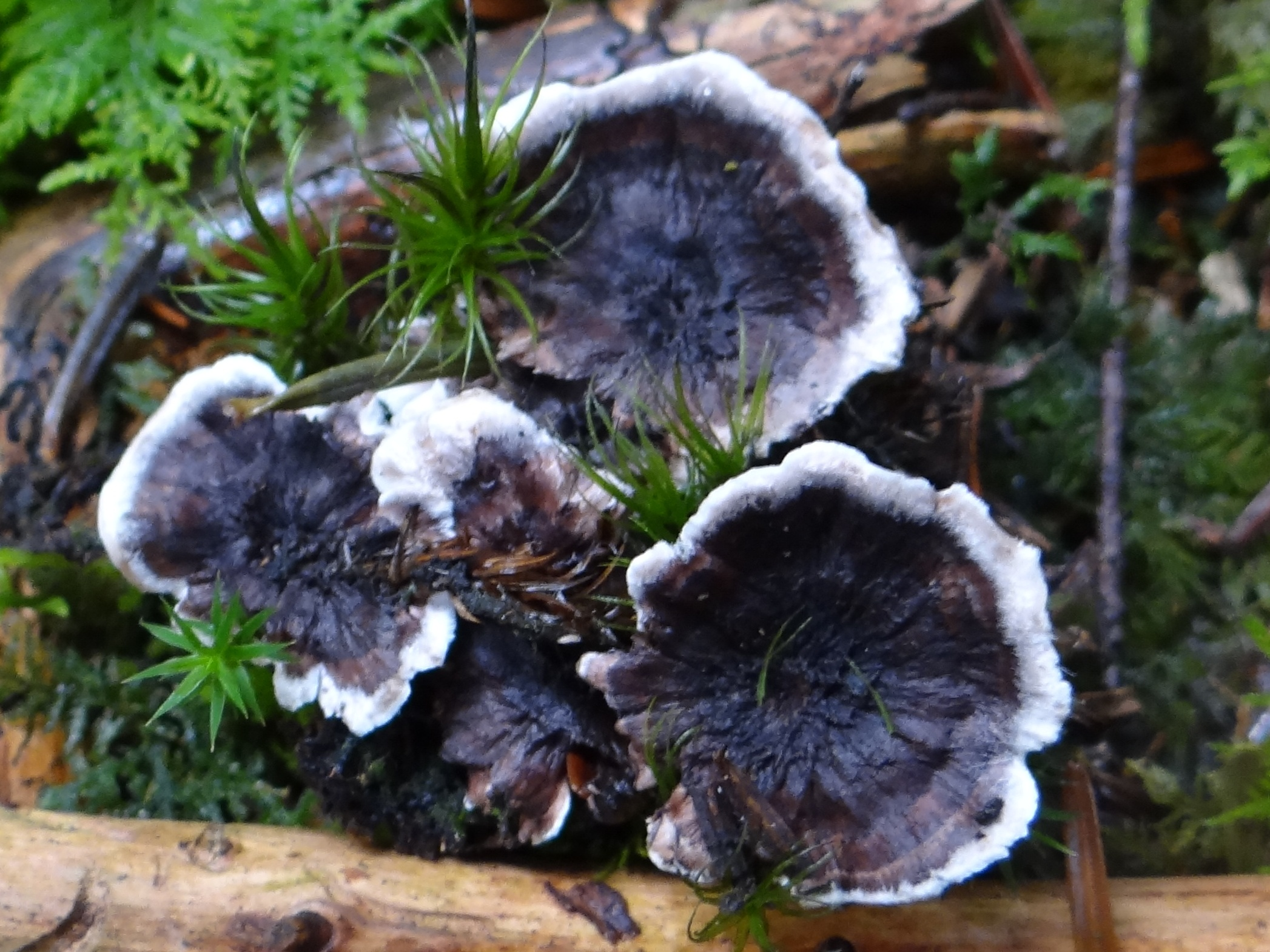
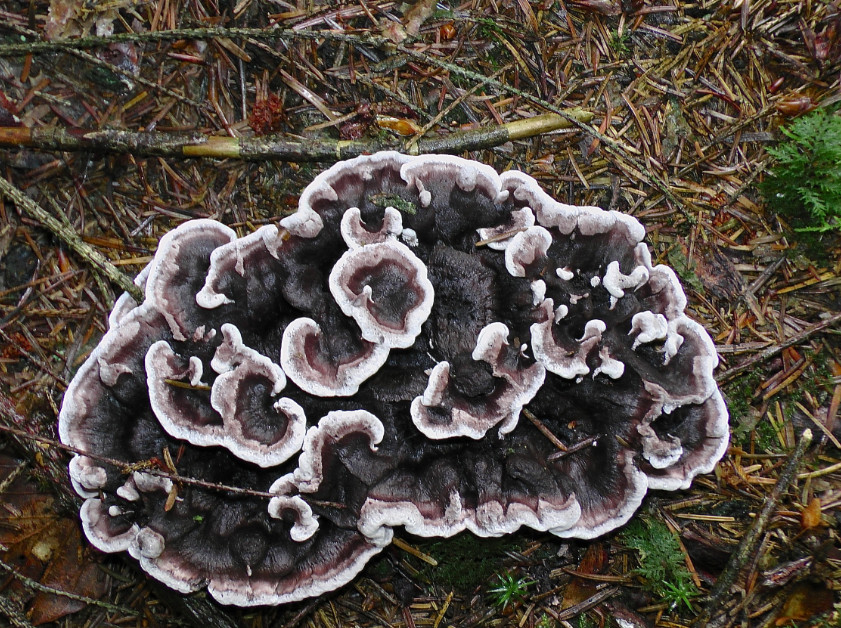
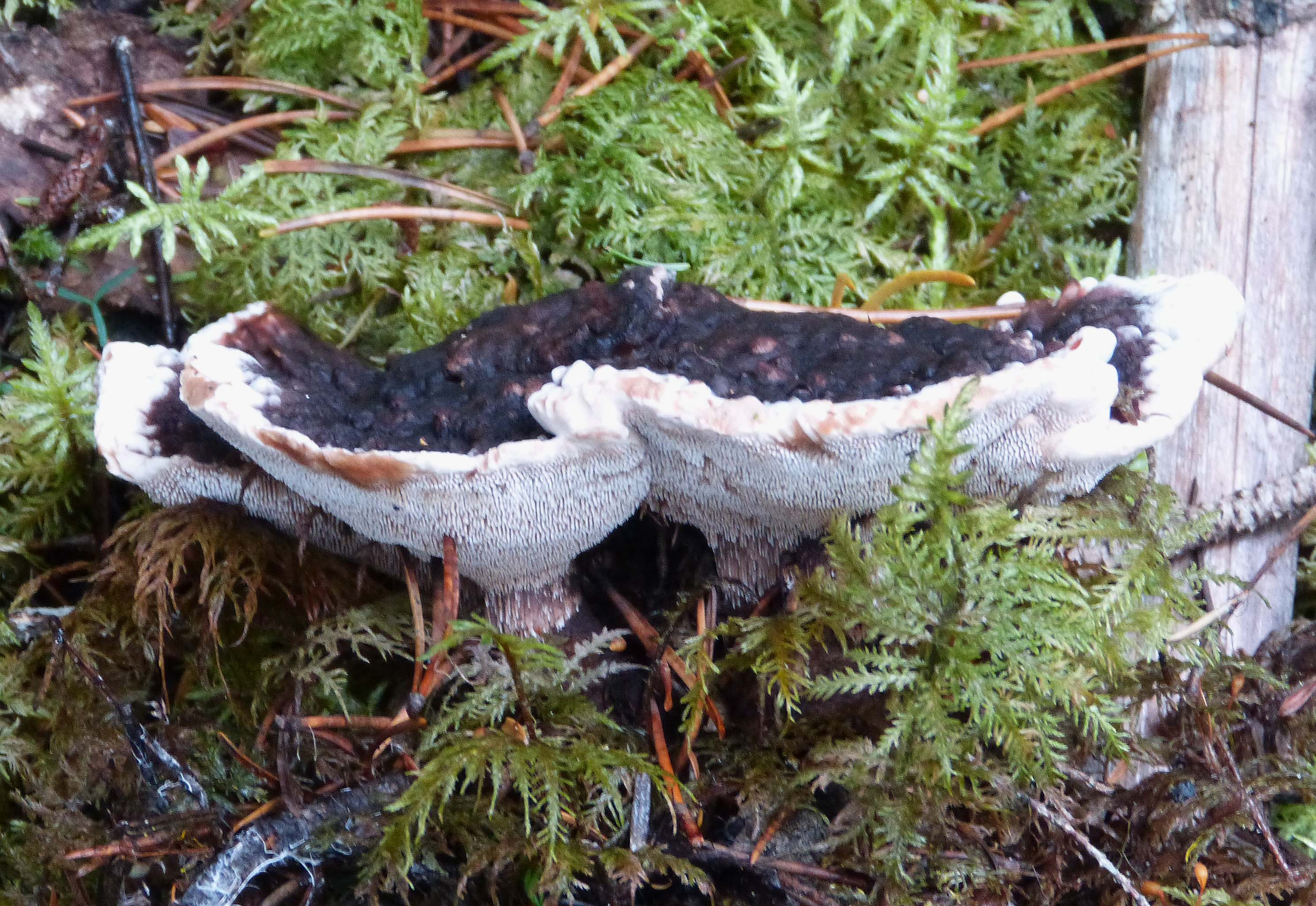
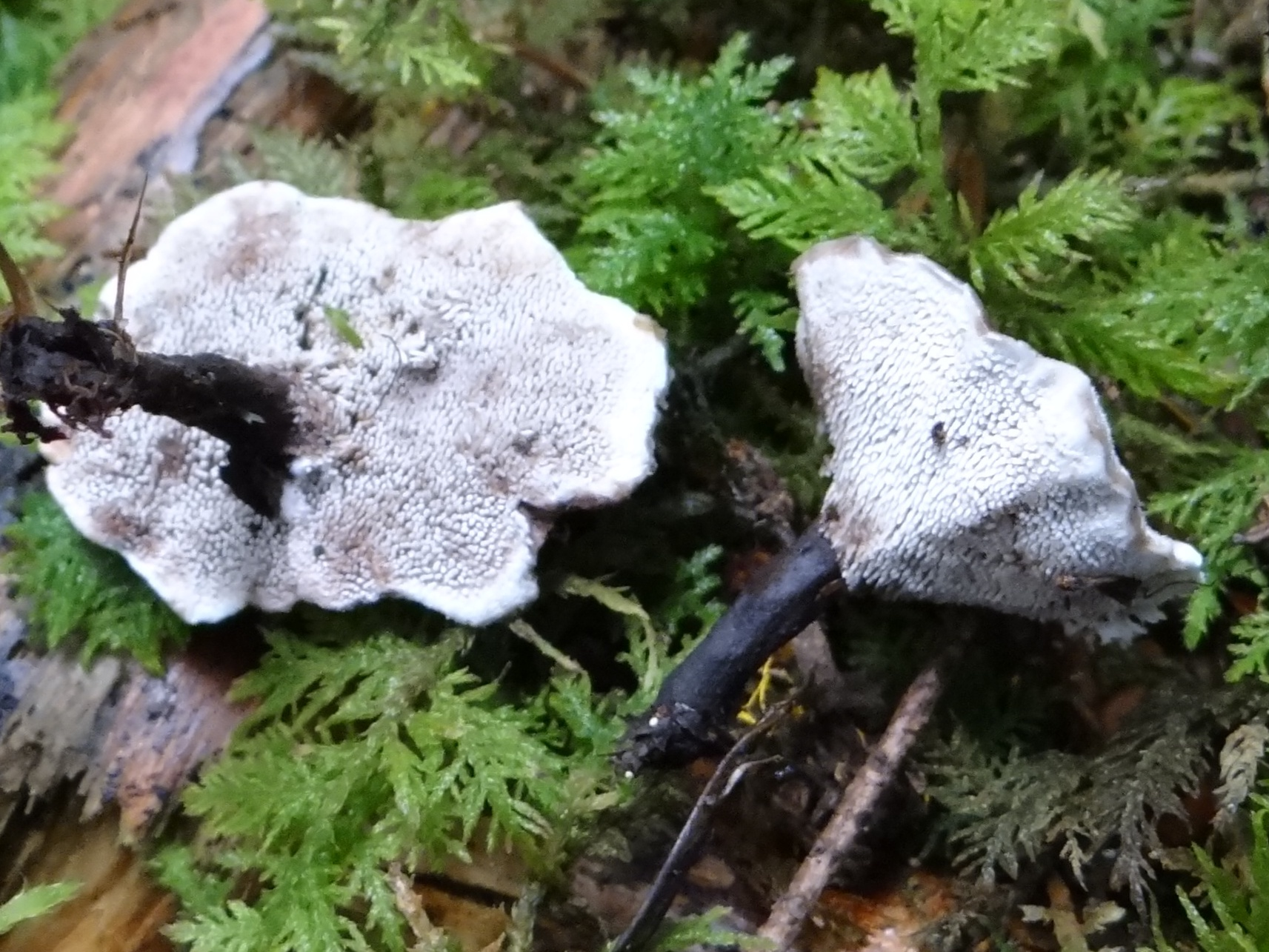
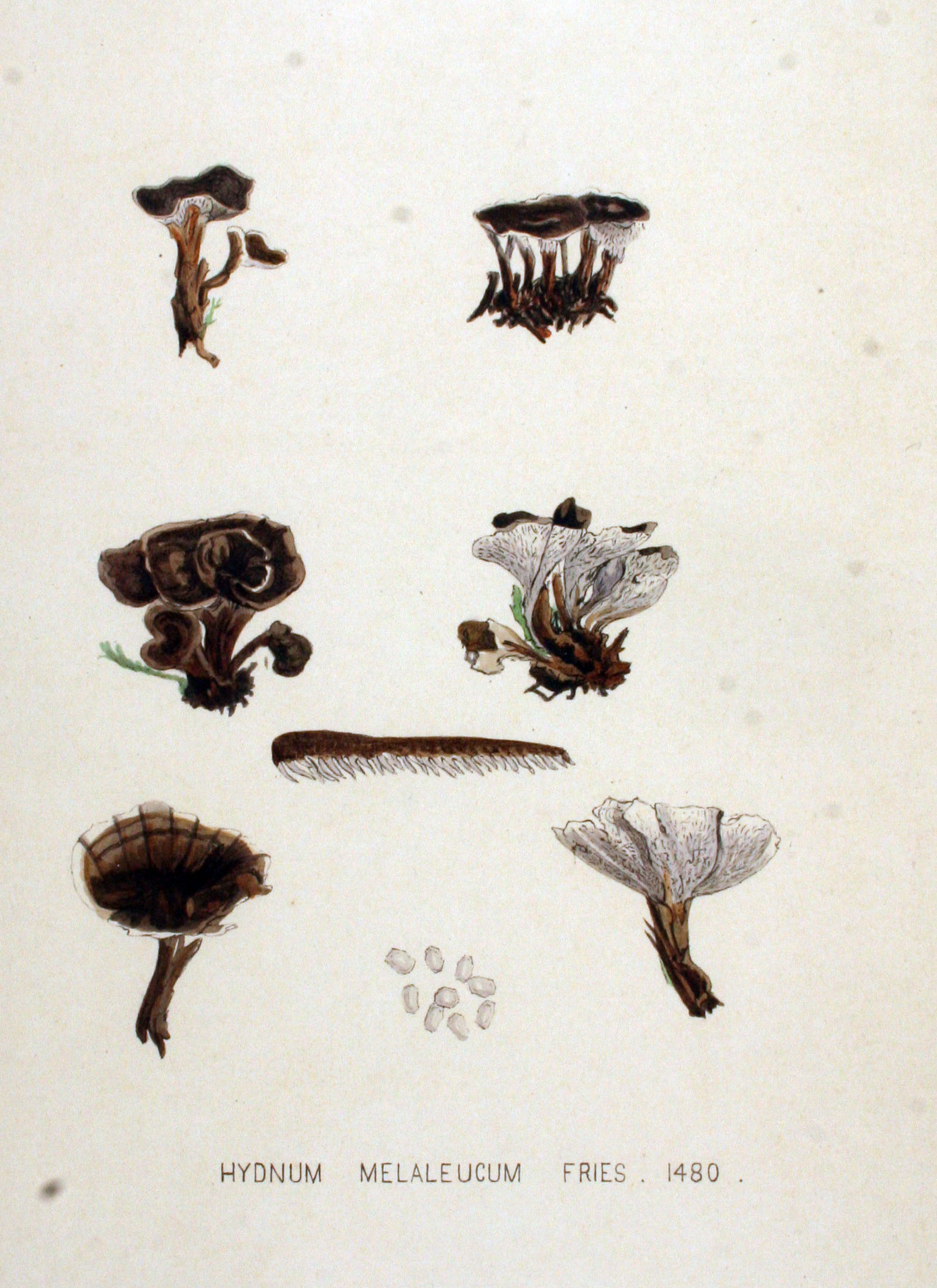

Nem ehető. 